# Золотой глобус (премия, 1976)
33-я церемония вручения наград премии «Золотой глобус»

24 января 1976 год
Лучший фильм (драма):

«Пролетая над гнездом кукушки»
Лучший фильм (комедия или мюзикл):

«Солнечные мальчики»
Лучший телесериал (драма):

«Коджак»
Лучший сериал (комедия или мюзикл):

«Барни Миллер»
Лучший телефильм: 

«Бэйб»
< 32-я Церемонии вручения 34-я >
33-я церемония вручения наград премии «Золотой глобус» за заслуги в области кинематографа и телевидения за 1975 год состоялась 24 января 1976 года в oтеле «Беверли-Хилтон», Лос-Анджелес, Калифорния, США.
Главным триумфатором вечера стала драма Милоша Формана «Пролетая над гнездом кукушки», удостоившаяся шести статуэток, включая за лучший драматический фильм года, лучшую мужскую (Джек Николсон) и женскую роли (Луиза Флетчер) в драме. На «Оскаре» картина повторила свой успех, победив в номинации «Лучший фильм года».
Лучшим комедийным фильмом была признана лента Герберта Росса «Солнечные мальчики», которая также выиграла в категориях «Лучшая мужская роль (комедия или мюзикл)» (Джордж Бёрнс и Уолтер Маттау) и «Лучшая мужская роль второго плана» (Ричард Бенджамин).
Лучшим фильмом на иностранном языке члены Ассоциации иностранной прессы Голливуда назвали «Мой отец говорил мне неправду» канадского производства.
Специальная премия Сесиля Б. Де Милля за жизненные достижения в этом году не вручалась.

## Статистика
| Фильм                                                            | номинации | победы |
| ---------------------------------------------------------------- | --------- | ------ |
| • Нэшвилл / Nashville                                            | 11        | 1      |
| • Пролетая над гнездом кукушки / One Flew Over the Cuckoo’s Nest | 6         | 6      |
| • Солнечные мальчики / The Sunshine Boys                         | 5         | 3      |
| • Собачий полдень / Dog Day Afternoon                            | 7         | 0      |
| • Смешная леди / Funny Lady                                      | 6         | 0      |

## Победители и номинанты
Здесь приведён полный список победителей и номинантов.
| Победители выделены отдельным цветом. |

### Игровое кино
| Категории                                | Фотографии лауреатов                                                   | Победители и номинанты                                                       |
| ---------------------------------------- | ---------------------------------------------------------------------- | ---------------------------------------------------------------------------- |
| Лучший фильм (драма)                     |                                                                        | • «Пролетая над гнездом кукушки» (продюсер: Майкл Дуглас)                    |
| Лучший фильм (драма)                     | • «Барри Линдон» (продюсер: Стэнли Кубрик)                             |                                                                              |
| Лучший фильм (драма)                     | • «Собачий полдень» (продюсер: Мартин Брегман)                         |                                                                              |
| Лучший фильм (драма)                     | • «Челюсти» (продюсер: Дэвид Браун)                                    |                                                                              |
| Лучший фильм (драма)                     | • «Нэшвилл» (продюсер: Роберт Олтмен)                                  |                                                                              |
| Лучший фильм (комедия или мюзикл)        |                                                                        | • «Солнечные мальчики» (продюсер: Рэй Старк)                                 |
| Лучший фильм (комедия или мюзикл)        | • «Шампунь» (продюсер: Уоррен Битти)                                   |                                                                              |
| Лучший фильм (комедия или мюзикл)        | • «Возвращение Розовой пантеры» (продюсер: Блейк Эдвардс)              |                                                                              |
| Лучший фильм (комедия или мюзикл)        | • «Томми» (продюсер: Кен Расселл)                                      |                                                                              |
| Лучший фильм (комедия или мюзикл)        | • «Смешная леди» (продюсер: Рэй Старк)                                 |                                                                              |
| Лучший режиссёр                          |                                                                        | • Милош Форман — «Пролетая над гнездом кукушки»                              |
| Лучший режиссёр                          | • Роберт Олтмен — «Нэшвилл»                                            |                                                                              |
| Лучший режиссёр                          | • Стэнли Кубрик — «Барри Линдон»                                       |                                                                              |
| Лучший режиссёр                          | • Сидни Люмет — «Собачий полдень»                                      |                                                                              |
| Лучший режиссёр                          | • Стивен Спилберг — «Челюсти»                                          |                                                                              |
| Лучшая мужская роль (драма)              |                                                                        | • Джек Николсон — «Пролетая над гнездом кукушки»                             |
| Лучшая мужская роль (драма)              | • Джин Хэкмен — «Французский связной 2»                                |                                                                              |
| Лучшая мужская роль (драма)              | • Аль Пачино — «Собачий полдень»                                       |                                                                              |
| Лучшая мужская роль (драма)              | • Максимилиан Шелл — «Человек в стеклянной кабине»                     |                                                                              |
| Лучшая мужская роль (драма)              | • Джеймс Уитмор — «Пошли их всех к черту, Гарри!»                      |                                                                              |
| Лучшая женская роль (драма)              |                                                                        | • Луиза Флетчер — «Пролетая над гнездом кукушки»                             |
| Лучшая женская роль (драма)              | • Карен Блэк — «День саранчи»                                          |                                                                              |
| Лучшая женская роль (драма)              | • Фэй Данауэй — «Три дня Кондора»                                      |                                                                              |
| Лучшая женская роль (драма)              | • Мэрилин Хэссет — «Другая сторона Горы»                               |                                                                              |
| Лучшая женская роль (драма)              | • Гленда Джексон — «Хедда»                                             |                                                                              |
| Лучшая мужская роль (комедия или мюзикл) |                                                                        | • Джордж Бёрнс — «Солнечные мальчики» • Уолтер Маттау — «Солнечные мальчики» |
| Лучшая мужская роль (комедия или мюзикл) | • Уоррен Битти — «Шампунь»                                             |                                                                              |
| Лучшая мужская роль (комедия или мюзикл) | • Джеймс Каан — «Смешная леди»                                         |                                                                              |
| Лучшая мужская роль (комедия или мюзикл) | • Питер Селлерс — «Возвращение Розовой пантеры»                        |                                                                              |
| Лучшая женская роль (комедия или мюзикл) |                                                                        | • Энн-Маргрет — «Томми»                                                      |
| Лучшая женская роль (комедия или мюзикл) | • Джули Кристи — «Шампунь»                                             |                                                                              |
| Лучшая женская роль (комедия или мюзикл) | • Голди Хоун — «Шампунь»                                               |                                                                              |
| Лучшая женская роль (комедия или мюзикл) | • Лайза Миннелли — «Леди Удача»                                        |                                                                              |
| Лучшая женская роль (комедия или мюзикл) | • Барбара Стрейзанд — «Смешная леди»                                   |                                                                              |
| Лучшая мужская роль второго плана        |                                                                        | • Ричард Бенджамин — «Солнечные мальчики»                                    |
| Лучшая мужская роль второго плана        | • Джон Казале — «Собачий полдень»                                      |                                                                              |
| Лучшая мужская роль второго плана        | • Чарльз Дернинг — «Собачий полдень»                                   |                                                                              |
| Лучшая мужская роль второго плана        | • Генри Гибсон — «Нэшвилл»                                             |                                                                              |
| Лучшая мужская роль второго плана        | • Берджесс Мередит — «День Саранчи (фильм)»                            |                                                                              |
| Лучшая женская роль второго плана        |                                                                        | • Бренда Ваккаро — «Одного раза мало»                                        |
| Лучшая женская роль второго плана        | • Рони Блэкли — «Нэшвилл»                                              |                                                                              |
| Лучшая женская роль второго плана        | • Джеральдин Чаплин — «Нэшвилл»                                        |                                                                              |
| Лучшая женская роль второго плана        | • Ли Грант — «Шампунь»                                                 |                                                                              |
| Лучшая женская роль второго плана        | • Барбара Харрис — «Нэшвилл»                                           |                                                                              |
| Лучшая женская роль второго плана        | • Лили Томлин — «Нэшвилл»                                              |                                                                              |
| Лучший сценарий                          |                                                                        | • Бо Голдман — «Пролетая над гнездом кукушки»                                |
| Лучший сценарий                          | • Питер Бенчли — «Челюсти»                                             |                                                                              |
| Лучший сценарий                          | • Фрэнк Пирсон — «Собачий полдень»                                     |                                                                              |
| Лучший сценарий                          | • Нил Саймон — «Солнечные мальчики»                                    |                                                                              |
| Лучший сценарий                          | • Джоан Тьюксбери — «Нэшвилл»                                          |                                                                              |
| Лучшая музыка к фильму                   |                                                                        | • Джон Уильямс — «Челюсти»                                                   |
| Лучшая музыка к фильму                   | • Фред Эбб — «Смешная леди»                                            |                                                                              |
| Лучшая музыка к фильму                   | • Чарльз Фокс — «Другая сторона Горы»                                  |                                                                              |
| Лучшая музыка к фильму                   | • Морис Жарр — «Человек, который хотел быть королём (фильм)»           |                                                                              |
| Лучшая музыка к фильму                   | • Генри Манчини — «Возвращение Розовой пантеры»                        |                                                                              |
| Лучшая песня                             |                                                                        | • «I’m Easy» — «Нэшвилл» (композитор: Кит Кэррадайн)                         |
| Лучшая песня                             | • «How Lucky Can You Get» — «Смешная леди» (композитор: Джон Кандер)   |                                                                              |
| Лучшая песня                             | • «My Little Friend» — «Бумажный тигр» (композитор: Рой Бадд)          |                                                                              |
| Лучшая песня                             | • «Now That We’re In Love» — «Дуновения» (композитор: Джордж Барри)    |                                                                              |
| Лучшая песня                             | • «Richard’s Window» — «Другая сторона Горы» (композитор: Чарльз Фокс) |                                                                              |
| Лучший документальный фильм              |                                                                        | • «Youthquake!»                                                              |
| Лучший документальный фильм              | • «Брат, ты можешь пощадить Дима?»                                     |                                                                              |
| Лучший документальный фильм              | • «Джентльмен бродяга»                                                 |                                                                              |
| Лучший документальный фильм              | • «Мустанг: дом, который построил Джо»                                 |                                                                              |
| Лучший документальный фильм              | • «Другая половина небес: Китайские воспоминания»                      |                                                                              |
| Лучший документальный фильм              | • «НЛО: прошлое, настоящее и будущее»                                  |                                                                              |
| Лучший иностранный фильм                 |                                                                        | • «Мой отец говорил мне неправду» (режиссёр: Ян Кадар)                       |
| Лучший иностранный фильм                 | • «Вся жизнь» (режиссёр: Клод Лелуш)                                   |                                                                              |
| Лучший иностранный фильм                 | • «Хедда» (режиссёр: Тревор Нанн)                                      |                                                                              |
| Лучший иностранный фильм                 | • «Волшебная флейта» (режиссёр: Ингмар Бергман)                        |                                                                              |
| Лучший иностранный фильм                 | • «Специальное отделение» (режиссёр: Коста-Гаврас)                     |                                                                              |
| Лучший дебют актёра                      |                                                                        | • Брэд Дуриф — «Пролетая над гнездом кукушки»                                |
| Лучший дебют актёра                      | • Роджер Долтри — «Томми»                                              |                                                                              |
| Лучший дебют актёра                      | • Джефф Линес — «Мой отец говорил мне неправду»                        |                                                                              |
| Лучший дебют актёра                      | • Крис Сарандон — «Собачий полдень»                                    |                                                                              |
| Лучший дебют актёра                      | • Бен Верин — «Смешная леди»                                           |                                                                              |
| Лучший дебют актрисы                     |                                                                        | • Мэрилин Хэссет — «Другая сторона Горы»                                     |
| Лучший дебют актрисы                     | • Рони Блекли — «Нэшвилл»                                              |                                                                              |
| Лучший дебют актрисы                     | • Барбара Каррера — «Мастер Гунфихтер»                                 |                                                                              |
| Лучший дебют актрисы                     | • Стокард Чэннинг — «Состояние»                                        |                                                                              |
| Лучший дебют актрисы                     | • Жанетт Клифт — «Потайное место»                                      |                                                                              |
| Лучший дебют актрисы                     | • Лили Томлин — «Нэшвилл»                                              |                                                                              |

### Телевизионные фильмы и сериалы
Здесь приведён полный список победителей и номинантов.
| Победители выделены отдельным цветом. |

| Категории                                                                 | Фотографии лауреатов                                          | Победители и номинанты                                                    |
| ------------------------------------------------------------------------- | ------------------------------------------------------------- | ------------------------------------------------------------------------- |
| Лучший телевизионный сериал (драма)                                       |                                                               | • «Коджак»                                                                |
| Лучший телевизионный сериал (драма)                                       | • «Баретта»                                                   |                                                                           |
| Лучший телевизионный сериал (драма)                                       | • «Коломбо»                                                   |                                                                           |
| Лучший телевизионный сериал (драма)                                       | • «Петроцелли»                                                |                                                                           |
| Лучший телевизионный сериал (драма)                                       | • «Полицейская история»                                       |                                                                           |
| Лучший телевизионный сериал (комедия или мюзикл)                          |                                                               | • «Барни Миллер»                                                          |
| Лучший телевизионный сериал (комедия или мюзикл)                          | • «Все в семье»                                               |                                                                           |
| Лучший телевизионный сериал (комедия или мюзикл)                          | • «Шоу Кэрол Бернетт»                                         |                                                                           |
| Лучший телевизионный сериал (комедия или мюзикл)                          | • «Чико и человек»                                            |                                                                           |
| Лучший телевизионный сериал (комедия или мюзикл)                          | • «Шоу Мэри Тайлер Мур»                                       |                                                                           |
| Лучшая мужская роль в телевизионном сериале (драма)                       |                                                               | • Роберт Блейк — «Баретта» • Телли Савалас — «Коджак»                     |
| Лучшая мужская роль в телевизионном сериале (драма)                       | • Питер Фальк — «Коломбо»                                     |                                                                           |
| Лучшая мужская роль в телевизионном сериале (драма)                       | • Карл Молден — «Улицы Сан-Франциско»                         |                                                                           |
| Лучшая мужская роль в телевизионном сериале (драма)                       | • Бэрри Ньюман — «Петроцелли»                                 |                                                                           |
| Лучшая женская роль в телевизионном сериале (драма)                       |                                                               | • Ли Ремик — «Дженни: Леди Рудольф Черчиль»                               |
| Лучшая женская роль в телевизионном сериале (драма)                       | • Энджи Дикинсон — «Женщина-полицейский»                      |                                                                           |
| Лучшая женская роль в телевизионном сериале (драма)                       | • Розмари Харрис — «Известная женщина»                        |                                                                           |
| Лучшая женская роль в телевизионном сериале (драма)                       | • Майкл Лернд — «Уолтоны»                                     |                                                                           |
| Лучшая женская роль в телевизионном сериале (драма)                       | • Ли Меривезер — «Барнаби Джонс»                              |                                                                           |
| Лучшая мужская роль в телевизионном сериале (комедия или мюзикл)          |                                                               | • Алан Алда — «Чертова служба в госпитале Мэш»                            |
| Лучшая мужская роль в телевизионном сериале (комедия или мюзикл)          | • Джонни Карсон — «Вечернее шоу Джонни Карсона»               |                                                                           |
| Лучшая мужская роль в телевизионном сериале (комедия или мюзикл)          | • Редд Фокс — «Санфорд и сын»                                 |                                                                           |
| Лучшая мужская роль в телевизионном сериале (комедия или мюзикл)          | • Хэл Линден — «Барни Миллер»                                 |                                                                           |
| Лучшая мужская роль в телевизионном сериале (комедия или мюзикл)          | • Боб Ньюхарт — «Шоу Боба Ньюхарта»                           |                                                                           |
| Лучшая мужская роль в телевизионном сериале (комедия или мюзикл)          | • Кэрролл О’Коннор — «Все в семье»                            |                                                                           |
| Лучшая женская роль в телевизионном сериале (комедия или мюзикл)          |                                                               | • Клорис Личмен — «Филлис»                                                |
| Лучшая женская роль в телевизионном сериале (комедия или мюзикл)          | • Беатрис Артур — «Мод»                                       |                                                                           |
| Лучшая женская роль в телевизионном сериале (комедия или мюзикл)          | • Кэрол Бёрнетт — «Шоу Кэрол Бернетт»                         |                                                                           |
| Лучшая женская роль в телевизионном сериале (комедия или мюзикл)          | • Валери Харпер — «Рода»                                      |                                                                           |
| Лучшая женская роль в телевизионном сериале (комедия или мюзикл)          | • Мэри Тайлер Мур — «Шоу Мэри Тайлер Мур»                     |                                                                           |
| Лучший телефильм                                                          |                                                               | • «Бэйб»                                                                  |
| Лучший телефильм                                                          | • «Виновность или невиновность: Сэм Шеппард Дело об убийстве» |                                                                           |
| Лучший телефильм                                                          | • «Наш собственный дом»                                       |                                                                           |
| Лучший телефильм                                                          | • «Легенда о Лиззе Борден»                                    |                                                                           |
| Лучший телефильм                                                          | • «Сладкие заложники»                                         |                                                                           |
| Лучшая мужская роль второго плана (мини-сериал, телесериал или телефильм) |                                                               | • Эдвард Аснер — «Шоу Мэри Тайлер Мур» • Тим Конуэй — «Шоу Кэрол Бернетт» |
| Лучшая мужская роль второго плана (мини-сериал, телесериал или телефильм) | • Тед Найт — «Шоу Мэри Тайлер Мур»                            |                                                                           |
| Лучшая мужская роль второго плана (мини-сериал, телесериал или телефильм) | • Роб Райнер — «Все в семье»                                  |                                                                           |
| Лучшая мужская роль второго плана (мини-сериал, телесериал или телефильм) | • Джимми Уолкер — «Добрые времена»                            |                                                                           |
| Лучшая женская роль второго плана (мини-сериал, телесериал или телефильм) |                                                               | • Гермиона Баддели — «Мод»                                                |
| Лучшая женская роль второго плана (мини-сериал, телесериал или телефильм) | • Сьюзан Ховард — «Петроцелли»                                |                                                                           |
| Лучшая женская роль второго плана (мини-сериал, телесериал или телефильм) | • Джулия Кавнер — «Рода»                                      |                                                                           |
| Лучшая женская роль второго плана (мини-сериал, телесериал или телефильм) | • Нэнси Уокер — «Рода»                                        |                                                                           |
| Лучшая женская роль второго плана (мини-сериал, телесериал или телефильм) | • Нэнси Уокер — «Рода»                                        |                                                                           |

### Мисс/Мистер «Золотой глобус»
| Премия                            | Фотография лауреата | Лауреат           |
| --------------------------------- | ------------------- | ----------------- |
| Мисс/Мистер «Золотой глобус» 1976 |                     | • Лиза Фэрринджер |